# Súng trường Lưu Tổng
Súng trường Lưu Tổng (tiếng Anh: General Liu rifle, phồn thể: 劉氏步槍 / 劉將軍的步槍, giản thể: 刘氏步枪 / 称为刘将军步枪) được đặt theo tên của người phát triển đồng thời là quản đốc đầu tiên của Kho vũ khí Hán Dương - Tướng Lưu Khanh Ân (tiếng Anh: Liu Qing En, phồn thể: 劉慶恩, giản thể: 刘庆恩) (1869-1929), khi khẩu súng không có được tên gọi nào khác. Nó là khẩu súng bán tự động đầu tiên của Trung Quốc. Khẩu súng trường sử dụng một hệ thống khóa nòng súng "van ga" giống với khẩu súng trường Bang (những khẩu súng trường khác có hệ thống này bao gồm: Gewehr 41 và những mẫu M1 Garand sản xuất thời kì đầu). Cách thức hoạt động của khẩu súng có thể chuyển đổi từ trích khí sang kéo thẳng lên đạn từng viên bằng cách xoay trục lăng trên miệng súng ngược chiều kim đồng hồ, để quay về hệ thống trích khí thì trục lăng phải được quay theo chiều kim đồng hồ. Báng súng có ngăn để chứa dụng cụ lau chùi.

## Lịch sử
Đầu năm 1914, tướng Lưu liên lạc với Công ty vật dụng Pratt & Whitney ở Hartford, để mua máy móc cho Kho vũ khí Hán Dương. Một hợp đồng trị giá 1.082.500 đô la Mỹ đã được kí kết với công ty vào ngày 11 tháng 4, với việc giao hàng được dự tính trong vòng 24 tháng. Cuối năm đó, vào tháng 8, Lưu cùng gia đình và bảy người dưới quyền tới Hartford, mục đích của chuyến đi là để làm quen với máy móc. Lưu ở lại Hartford ít nhất tới tháng 6 năm 1915. Vào ngày 8 tháng 8 năm 1916, hai phiên bản của khẩu súng trường được thử nghiệm tại bãi tập Nam Uyển ở Bắc Kinh. Phiên bản đầu tiên được làm tại Hán Dương với lò xo dẫn động được làm bằng tay, phiên bản thứ hai được làm ở Pratt & Whitney và có lò xo được làm bằng máy. Cuộc thử nghiệm cho thấy lò xo làm bằng tay quá yếu để có thể nạp lên đạn đúng cách, trái ngược với khẩu súng được làm ở Mỹ. Vào 1918, hai khẩu súng trường được thử nghiệm tại Kho vũ khí Springfield bởi Julian Hatcher. Mùa hè 1919, trong một cuộc họp của Bộ Lục Quân, Lưu bị đột quỵ và nửa cơ thể ông bị liệt, nguyên nhân được cho là do ông hay tin con tàu chở máy móc bị chìm trên đường tới Trung Quốc. Cuối năm đó, máy móc được trục vớt và đưa về Thượng Hải. Nó được giữ trong nhà kho cho tới 1921, khi nó được chuyển hướng tới Kho vũ khí Cung Như. Sau khi được chuyển tới đó, máy móc và dụng cụ sau đó lại được chuyển tới Hán Dương vào năm 1935. Khi máy móc tới nơi, ban đầu nó được dự tính được dùng để sản xuất khẩu súng trường Hán Dương kiểu 88 nhưng sau đó được đổi sang sản xuất súng trường Tưởng Giới Thạch kiểu 24.

## Liên kết tham khảo
- Bản ghi chép của Kho vũ khí Springfield Lưu trữ ngày 25 tháng 2 năm 2016 tại Wayback Machine
- Súng trường Lưu Tổng bởi Forgotten Weapons
- Súng trường Lưu Tổng bởi Forgotten Weapons trên Youtube
- Ảnh của tướng Lưu Khanh Ân

1. 1 2  "Shih, Bin; Stan Zielinski (2004). "The First Chinese Semi-Automatic Rifle by General Liu Qing En". Military Rifle Journal. Truy cập ngày 27 tháng 1 năm 2014".
2. ↑  Hatcher, Julian S. (1948). The Book of the Garand. Washington: Infantry Journal Press. pp. 21–22.
3. ↑  "Hatcher 1966, p. 147".
4. ↑  "English report of the General Liu rifle" (PDF).
5. ↑  Hatcher, Julian S. (1947). Hatcher's Notebook. Harrisburg: Military Service Publishing Company. p. 383.